# Willegassen
Willegassen ist ein Stadtteil von Willebadessen im Kreis Höxter, Nordrhein-Westfalen. 

## Geschichte
Die erste urkundliche Erwähnung von Willegassen war im Jahr 1048 in den Unterlagen des Abdinghofklosters. Der Ort gehörte bis zu den Napoleonischen Kriegen zur Landvogtei Peckelsheim im Hochstift Paderborn. Von 1807 bis 1813 gehörte Willegassen zum Kanton Peckelsheim im Departement der Fulda des Königreichs Westphalen. 1816 kam Willegassen zum neuen Kreis Warburg in der preußischen Provinz Westfalen, in dem die Gemeinde zum Amt Peckelsheim gehörte. 
Am 1. Januar 1975 wurde Willegassen durch das Sauerland/Paderborn-Gesetz in die Stadt Willebadessen eingemeindet, die gleichzeitig in den Kreis Höxter wechselte.